# هورست زايمانياك
هورست زايمانياك (بالألمانية: Horst Szymaniak)‏ مواليد 29 أغسطس 1934 في أور-إركنشفيك، ألمانيا - الوفاة 09 أكتوبر 2009 في ميله، هو لاعب كرة قدم ألماني سابق كان يلعب في مركز الوسط. سبق له أن لعب في كأس العالم لكرة القدم مع منتخب بلاده في مونديال عام 1958 ومونديال على 1962.

## المسيرة الاحترافية
لعب لصالح العديد من الأندية المحلية منها نادي فوبرتال الرياضي ونادي كارلسروه وكذلك احترف في إيطاليا ولعب لصالح نادي كاتانيا وإنتر ميلان ونادي فاريسي. واحترف في سويسرا مع نادي بيل-بيين.
كان لاعب خط وسط دفاعي وعادة ما كان يلعب في مركز الظهير مُتقدما أحيانا إلى مركز الهجوم. وكانت لديه مهارات جيدة بالكرة، وكان يتميز بدقة التمريرات الطويلة إلى زملائه في الفريق.
كان مشهوراً بأنه واحد من أفضل اللاعبين في كرة القدم الألمانية خلال أواخر الخمسينات وأوائل الستينات من القرن العشرين، حتى إنه دخل تصنيف اللاعبين الألمان حسب مجلة كيكر الرياضية.

## المشاركة الدولية
لعب 43 مباراة وسجل هدفين لصالح المنتخب الوطني الألماني بين عام 1956 وعام 1966، وتم اختياره للعب في مونديال 1958 ومونديال 1962، ولكن تم استبعاده من قبل هيلموت شون من عام تشكيلة عام 1966.

## الوفاة
توفي هورست بعد معاناة طويلة مع المرض في التاسع من شهر أكتوبر عام 2009 في ميله قرب أوسنابروك.

## روابط خارجية
- هورست زايمانياك على موقع الاتحاد الدولي (مؤرشف)  (الإنجليزية)
- هورست زايمانياك على موقع قاعدة بيانات كرة القدم.إي يو (الإنجليزية)
- هورست زايمانياك على موقع بيانات كرة القدم. دي إي (الألمانية)
- هورست زايمانياك على موقع ناشيونال فوتبول تيمز (الإنجليزية)
- هورست زايمانياك على موقع عالم كرة القدم.نت (الإنجليزية)